# Technische Versuchs- und Forschungsanstalt
Die TÜV AUSTRIA TVFA Prüf- und Forschungs-GmbH, früher bekannt als Technische Versuchs- und Forschungsanstalt, oder TVFA, ist eine unabhängige Prüf- und Versuchsanstalt in Kooperation der TÜV Austria Gruppe und der TU Wien mit Sitz in Wien.

## Tätigkeit
Die Tätigkeit der TVFA besteht in der Prüfung und Überwachung technischer Bauteile und Systeme, Forschung- und Entwicklung im Bereich der Werkstoffprüfung und Bauteilprüfung und der Bauteilsicherheit. Seit 1996 ist die TVFA eine staatlich akkreditierte Prüf- und Inspektionsstelle sowie Zertifizierungsstelle mit entsprechendem Qualitätsmanagement (EN ISO/IEC 17020, 17025, 1765).
Kerntätigkeiten:
- Bauteil Prüfung, Ermüdungsprüfung von komplexen Strukturen auf Servo-hydraulischem Prüffeld
- Werkstoffprüfung, vorwiegend zerstörend, mittels statischen und dynamischen Versuchen
- Metallographie
- Betriebsmessung von verschiedenen physikalischen Größen (Kraft, Weg, Dehnung, Temperatur, Druck etc.)
- Magnetinduktive Seilprüfung (MRT)
- Schadensanalyse
- Zertifizierung von Produkten
- Forschung und Entwicklung im Bereich Werkstofftechnik und Maschinenbau

## Geschichte
Die Errichtung der heutigen TÜV AUSTRIA TVFA war im Zusammenhang mit der Eröffnung des Polytechnischen Institutes Wien im Jahr 1815. Die Entstehung der TVFA Wien kann auf zwei Lehrkanzeln, die „Mechanische Technologie“ und die „Mechanik und Maschinenlehre“, zurückgeführt werden. Maßgeblich waren die Entwicklungen durch die Führung der Kanzeln sowie die Fundierung der vom Reichsrat erlassenen Rahmengesetze im Jahr 1910 hinsichtlich Autorisation von „Technischen Untersuchungs-, Erprobungs- und Materialprüfungsanstalten“
J. Arzberger war der erste Vorstand der TVFA Wien. Der Lehrstuhl „Mechanik und Maschinenlehre“ war unter dem Ordinarius und ihrem ersten Vorstand die Keimzelle der heutigen TÜV AUSTRIA TVFA. 1899 wurde die Lehrkanzel für Mechanik und Maschinenlehre in drei Lehrkanzeln geteilt.
Ludwig von Tetmajer und Bernhard Kirsch setzten Meilensteine in den Jahren 1901 bis 1923. Mit gleichzeitigem Beschluss des Professorenkollegiums das Mechanisch-Technische Laboratorium zu einer Versuchsanstalt auszubauen, welches der Lehrkanzel für Technische Mechanik I und Baumaterialienkunde angeschlossen wurde, übernahmen Ludwig von Tetmajer als Gründer der TVFA und Bernhard Kirsch als Vorstand ihre Funktion als Wegweiser der heutigen TÜV AUSTRIA TVFA.
Eine erneute Teilung des Instituts in die Bereiche „Technische Mechanik I“und „Baumaterialienkunde“ fand unter dem Vorstand Paul Ludwik statt. Die Vorlesungen der „Mechanischen Technologie für Bauingenieure“ und der „Baustofflehre“ wurden 1924 an Franz Rinagl abgetreten, der Paul Ludwiks Nachfolge als Vorstand der Technischen Versuchsanstalt übernahm und die Institution 1934 bis 1945 führte. 1949 fokussierte Alfons Leon auf die Dokumentation der Forschungstätigkeit nach außen hin und der Name der Technischen Versuchsanstalt wurde in „Technische Versuchs- und Forschungsanstalt“ geändert.
Adolf Slattenschek führt die TVFA Wien von 1952 bis 1971. Die unmittelbare Nachbesetzung von Adolf Slattenschek ließ auf sich warten. Ein Umstand, der auch mit dem im „Universitäts-Organisationsgesetz 1975“ (UOG) nicht enthaltenen Status einer der technischen Versuchs- und Forschungsanstalt zusammenhing. Die Interimsleitung durch Karl Lötsch seit 1961 wurde aus gesundheitlichen Gründen mit 1978 an Thomas Varga übergeben, der weiters zum Ordinarius für Schweißtechnik und Angewandte Werkstoffkunde ernannt wurde.
Mit der Einführung des „Akkreditierungsgesetzes BGB1. Nr. 468/1992“ wurde die rechtliche Basis geschaffen, das Versuchsanstaltenwesen auf ein gesamteuropäisches Niveau zu stellen. Im Jahr 1980 erhielt die TVFA Wien ein eigenes Statut als besondere universitäre Einrichtung auf UOG-Basis und wurde aus dem Institut für „Mechanische Technologie I“ und „Baustofflehre“ herausgelöst, das in „Institut für Werkstoffkunde und Materialprüfung“ umbenannt wurde. 1986 wurde die Abteilungsgliederung in fünf Abteilungen der TVFA Wien genehmigt und durchgeführt. Mit der Einführung des Universitätsorganisationsgesetzes (UOG 93) wurde 1999 von der Institutskonferenz der TVFA Wien Heinz-Bernd Matthias mit Wirkung zum 1. Dezember 1999 zum Institutsvorstand der TVFA Wien gewählt.
Im Februar 2000 wurde gemäß einstimmigen Beschlusses des Senates der Technischen Universität Wien vom 24. Januar 2000 eine neue Organisationsstruktur eingeführt. Ab Februar 2006 führte Paul Linhardt die TVFA WIEN. Am 1. Oktober 2008 fand die Umgründung der TVFA Wien in die Technische Versuchs- und Forschungsanstalt GmbH statt. Für die Geschäftsführung waren von 1. Oktober 2008 bis 1. Mai 2017 Stefan Burtscher und Veronika Mares verantwortlich.
Am 1. Mai 2017 erfolgte die mehrheitliche Übernahme der TVFA Wien durch die TÜV AUSTRIA Gruppe. Für die Geschäftsführung sind seither Gerhard Höltmann und Joachim Rajek verantwortlich. Im Juli 2023 erfolgte die vollständige Übernahme der TVFA durch die TÜV AUSTRIA Gruppe.